# Loxofidonia rubridisca
Loxofidonia rubridisca är en fjärilsart som beskrevs av W. Warren 1896. Loxofidonia rubridisca ingår i släktet Loxofidonia och familjen mätare. Inga underarter finns listade i Catalogue of Life.